# Sarnaki

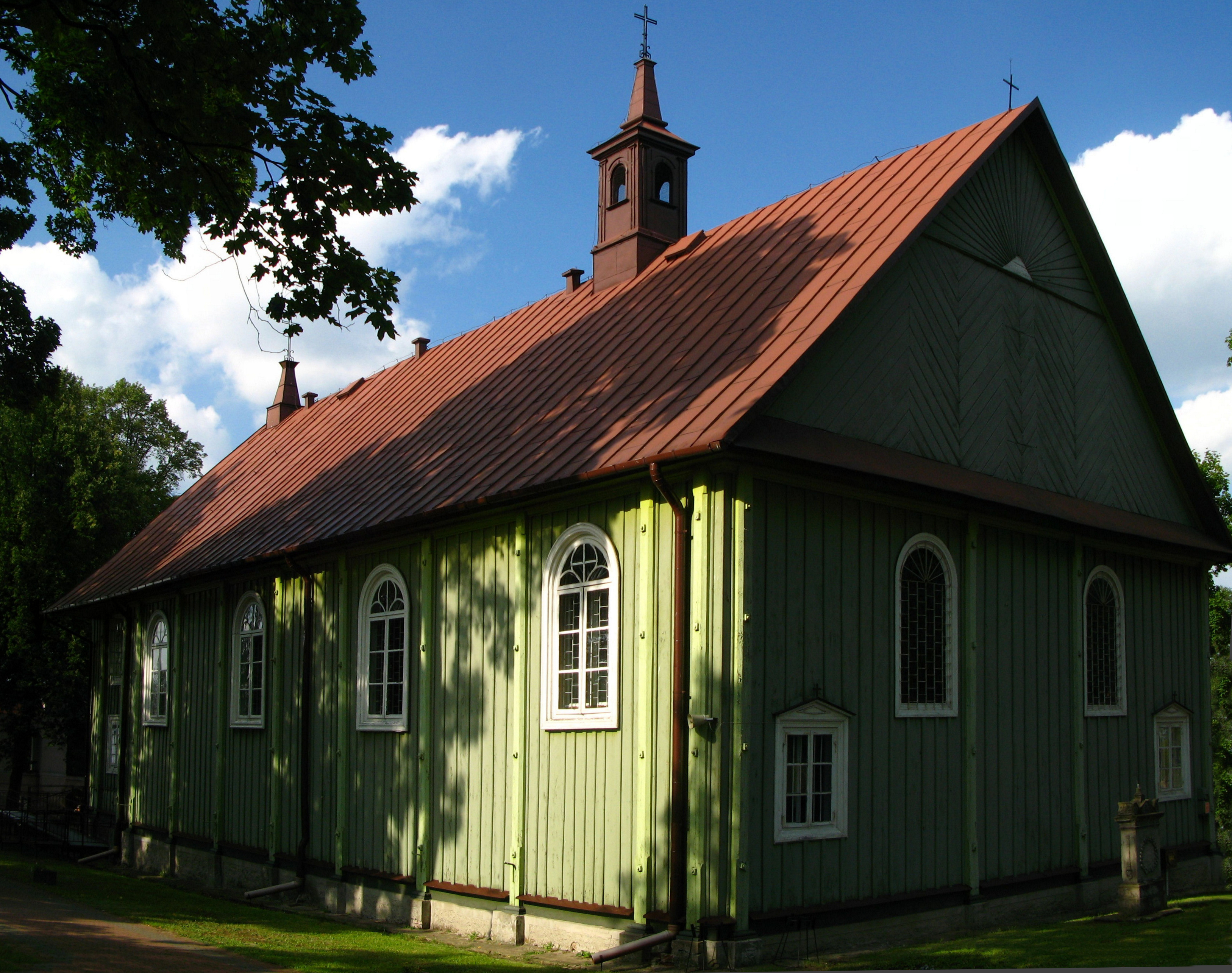
Igreja de São Estanislau em Sarnaki.

Sarnaki é uma vila no condado de Łosice, voivodia da Masóvia, no centro-leste da Polônia. É a sede do gmina (distrito administrativo) chamado Gmina Sarnaki. Fica a aproximadamente 16 quilômetros (10 mi) a nordeste de Łosice e 129 km (80 mi) a leste de Varsóvia.
A vila tem uma população de 1.194 pessoas.